# Bitva u Temešváru
Bitva u Temešváru se odehrála 9. srpna 1849. Bitvu vyhrála rakouská strana vedená generálem von Haynauem. Šlo o klíčovou bitvu Maďarské revoluce v letech 1848–1849.

## Průběh
Po maďarské porážce v bitvě u Szőregu vedl generálporučík Henryk Dembiński své jednotky do Temešváru a chystal se vydat k ústupu směrem na Lugos. Tehdy do tábora dorazil generálporučík Józef Bem s rozkazem převzít velení.
Bem se snažil stáhnout k Aradu, ale dozvěděl se, že poblíž se nachází armáda von Haynaua. Bem se rozhodl na von Haynaua zaútočit a posílit tak morálku své demoralizované armády.
Zpočátku Maďaři vyhrávali, Bem odrazil rakouský útok. Obléhacímu tvaru generála Vécseye však došla munice, jelikož je Dembiński předtím poslal do Lugosu. Bem však stále doufal, že bitvu vyhraje a postavil se do první linie své armády, jenže spadl z koně a byl odnesen z bojiště. Mezi Maďary při ústupu vypukla panika a Rakušané vzali asi 6000 vojáků jako zajatce.
20 000–30 000 vojáků prchlo do Lugosu.

## Následky
Porážka znemožnila spojení armády s armádou Artúra Görgeyho, čímž skončila poslední naděje pokračovat v revoluci. Následně rezignoval Lajos Kossuth a 13. srpna 1849 se revolucionáři vzdali u Vilagóše.

### Osudy velitelů
Bem, Kmety a Dembiński utekli do Turecka. Mór Perczel byl odsouzen k trestu smrti, ale také utekl do Turecka a poté na ostrov Jersey. Generálové Dessewffy a Vécsey byli odsouzeni k smrti a popraveni. Görgey a Kossuth utekli a po rakousko-uherském vyrovnání dostali možnost se vrátit zpátky. Kossuth dožil v Itálii a Görgey zemřel v roce 1916 v Budapešti.